# Rádio Vaticano
Rádio Vaticano (em latim: Statio Radiophonica Vaticana, em italiano:  Radio Vaticana) é a emissora de rádio da Santa Sé que tem por finalidade anunciar a mensagem cristã católica e proporcionar uma união do Vaticano com as demais comunidades cristãs espalhadas pelo mundo.

## História
Fundada pelo Papa Pio XI e encarregada a Guglielmo Marconi, em 1931, teve a primeira transmissão em 12 de fevereiro de 1931, utilizando-se de duas frequências e um transmissor de 10kw.
Em 25 de dezembro de 1937, um transmissor Telefunken de 25kw e duas antenas direcionais foram adicionadas. A emissora fazia uso de 10 frequências.
Durante a Segunda guerra mundial, a Radio Vaticano foi uma fonte de notícias para os Aliados, e como propaganda pró-aliada.

## Atividade
Transmite em 45 idiomas.
Suas transmissões são efetuadas por Ondas Curtas, Ondas Médias, Frequência Modulada - FM (Zona de Roma e Lácio), com re-transmissão de sinal através da Internet - rádio digital. Sua direção está a cargo dos jesuítas.
Rádio Vaticano oferece convênios com outras emissoras de rádio, em vários idiomas, para a transmissão das diferentes atividades do Santo Padre e programas como o Noticiário Hispanoamericano e o Programa Brasileiro da Rádio Vaticano.
A programação é construída por mais de 200 jornalistas, em 61 países. Em março de 2008 contava com 384 funcionários. Rádio Vaticano produz mais de 42.000 horas de rádio-difusão. O diretor geral é o Padre Federico Lombardi SJ.
A Rádio Vaticano cessou em 1º de julho de 2013 grande parte de suas emissões em ondas curtas para a Europa e Américas, incluíndo a emissão em português para o Brasil, entre 21:30 e 22:00 (hora Universal), 18:30 e 19:00 (Horário de Brasilia, em 15470 kHz (19 metros).

## Ver também

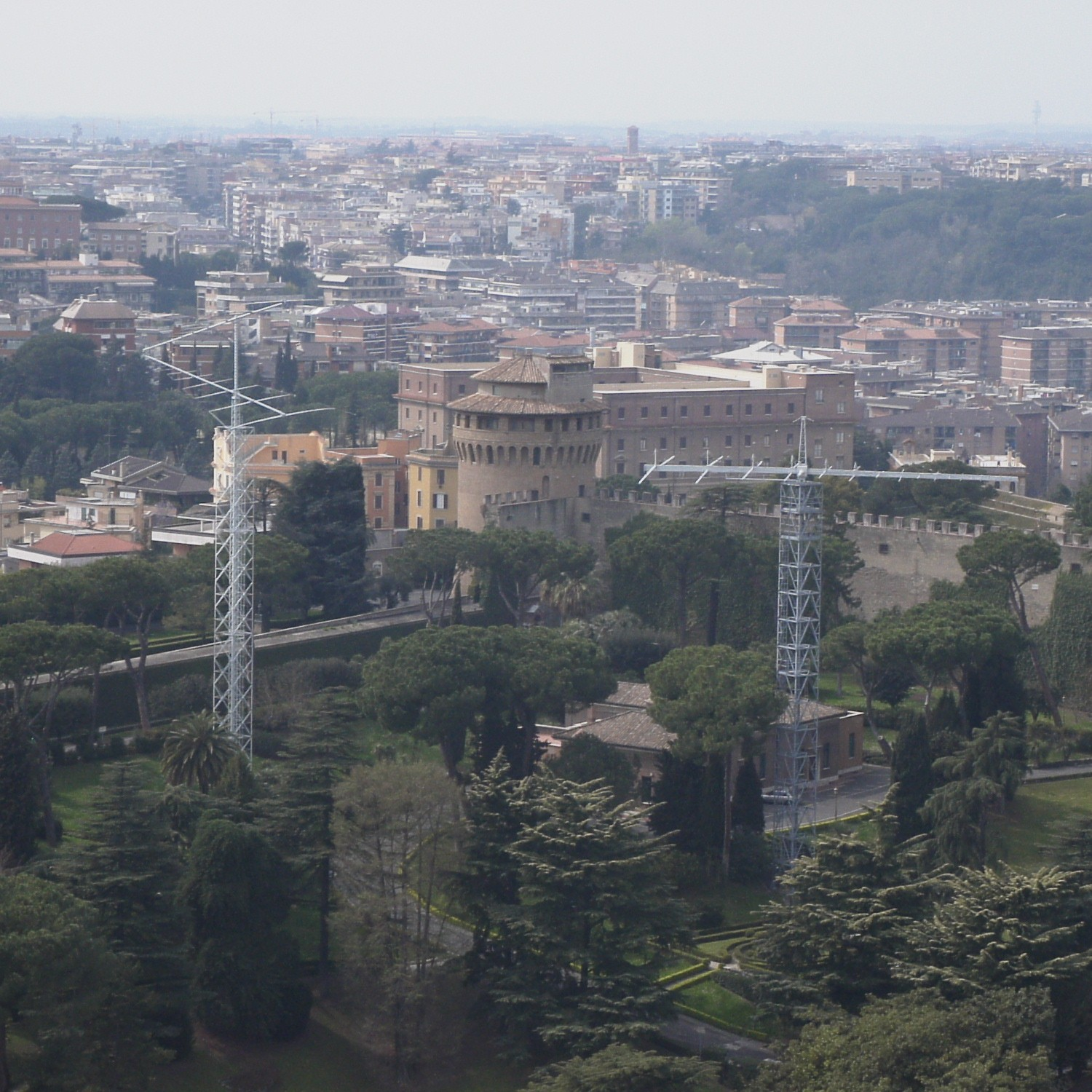
Administração e transmissor na Cidade do Vaticano